# Sigmodon hirsutus
Sigmodon hirsutus és una espècie de mamífer rosegador de la família dels cricètids. Viu a Colòmbia, Costa Rica, El Salvador, Guatemala, Hondures, Mèxic, Nicaragua, Panamà i Veneçuela. Els seus hàbitats naturals són les selves i els boscos secs. S'alimenta de fongs, llavors, insectes i les parts verdes de les plantes. És una espècie en risc mínim, és a dir, no sembla que hi hagi cap amenaça significativa per a la seva supervivència. El seu nom específic, hirsutus, significa ‘hirsut’ en llatí.